# فرودگاه گونانگ باتین
فرودگاه گونانگ باتین (به انگلیسی: Gunung Batin Airport) یک فرودگاه با کد یاتا AKQ است . این فرودگاه در کشور اندونزی قرار دارد .